# 2016 (album)
2016 – album Lutosławski Quartet z utworami współczesnych, polskich kompozytorów: Marcina Markowicza, Andrzeja Kwiecińskiego i Pawła Mykietyna, wydany w 2017 przez Narodowe Forum Muzyki i CD Accord (nr kat. odpowiednio: NFM 37, ACD 233-2). Album uzyskał nominację do Fryderyka 2018 w kategorii Album Roku - Muzyka Współczesna.

## Lista utworów
- "String Quartet No. 4", komp. Marcin Markowicz
- "[P|PE(s)]", komp. Andrzej Kwieciński
- "String Quartet No. 3", komp. Paweł Mykietyn